# ⅁
Cette page contient des caractères spéciaux ou non latins. S’ils s’affichent mal (▯, ?, etc.), consultez la page d’aide Unicode.
Ne doit pas être confondu avec ᵷ, 𝼁, 𝼂 ou ꓨ.
 (juin 2025).
Motif : page déjà supprimée il y a 6 mois, voir Discussion:⅁/Admissibilité. Contournement de la décision communautaire et pas de passage en WP:DRP.
- Archive Wikiwix
- Bing
- Cairn
- DuckDuckGo
- E. Universalis
- Gallica
- Google
- G. Books
- G. News
- G. Scholar
- Persée
- Qwant
- (zh) Baidu
- (ru) Yandex
- (wd) trouver des œuvres sur Wikidata

| 1. | Préciser le motif de la pose du bandeau. | Précisez le motif de la pose du bandeau en utilisant la syntaxe suivante : {{admissibilité à vérifier\|date=juillet 2025\|motif=remplacez ce texte par le motif}}      |
| 2. | Informer les utilisateurs concernés.     | Pensez à avertir le créateur de l'article, par exemple, en insérant le code ci-dessous sur sa page de discussion : {{subst:avertissement admissibilité à vérifier\|⅁}} |

Le signe majuscule G culbuté sans empattement ou signe majuscule G réfléchi sans empattement, ⅁, est un symbole mathématique utilisé comme quantificateur en théorie des jeux.
Il a la forme d’un G majuscule réfléchi, notamment dans les polices TeX de l’American Mathematical Society, mais a normalement la forme d’un G majuscule culbuté,, notamment dans les polices STIX (en). Dans quelques ouvrages, celui-ci a la forme d’un G culbuté avec empattement.

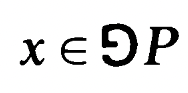
⅁ dans Moschovakis 1980.
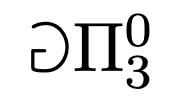
⅁ avec la forme de G réfléchi dans Hachtman 2015.
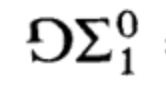
⅁ (avec empattement) dans Kolaitis 2017.

Il est particulièrement utilisé dans le contexte de jeu infini ou de jeu à information parfaite.
Par exemple :
{\displaystyle \Game (G,\sigma )}
représente un jeu G avec une stratégie {\displaystyle \sigma } ;
{\displaystyle \Game _{\omega }}
représente un jeu infini ;
{\displaystyle \Game (T,\phi )}
représente un jeu avec des règles {\displaystyle T}  et un objectif {\displaystyle \phi }.